# Ньюхарт, Гарольд
Гарольд Гатри Ньюхарт (англ. Harold Guthrie Newhart; 19 июля 1903, Паркерсберг, Западная Виргиния — 31 марта 1977, Оксфорд) — американский гимнаст. Участник летних Олимпийских игр 1928 года.

## Биография
Гарольд Ньюхарт родился 19 июля 1903 года в американском городе Паркерсберг в штате Западная Виргиния.
В 1927 году окончил Военно-морскую академию США. Выступал за её команду в соревнованиях по спортивной гимнастике.
В 1928 году вошёл в состав сборной США на летних Олимпийских играх в Амстердаме. В личном многоборье поделил 47-48-е места с Фрэнком Хоболдом из США, набрав 209,375 балла и уступив 38,125 балла завоевавшему золото Жоржу Мизу из Швейцарии. На отдельных снарядах лучший результат показал в опорном прыжке, поделив 10-11-е места (27,625). Кроме того, поделил 37-38-е места в упражнениях на коне (48,25), 41-42-е места на перекладине (49,25), занял 57-е место на брусьях (41,75), поделил 62-64-е места на кольцах (42,50). В командном многоборье сборная США, за которую также выступали Эл Йохим, Гленн Берри, Фрэнк Криз, Фрэнк Хоболд, Джон Пирсон, Херман Витциг и Пауль Кремпель, заняла 7-е место, набрав 1519,125 балла и уступив 199,500 балла завоевавшей золото сборной Швейцарии.
Впоследствии был офицером корпуса морской пехоты США, выйдя в отставку в звании полковника.
Умер 31 марта 1977 года в американском городе Оксфорд в штате Огайо. Похоронен на Арлингтонском национальном кладбище.